# Sancy-lès-Provins
Sancy-lès-Provins ist eine französische Gemeinde im Département Seine-et-Marne in der Île-de-France. Sie gehört zum Kanton Provins im gleichnamigen Arrondissement. Sie grenzt im Nordwesten an Lescherolles, im Norden an La Chapelle-Moutils, im Nordosten an Saint-Martin-du-Boschet, im Osten an Montceaux-lès-Provins, im Süden an Villiers-Saint-Georges, im Südwesten an Augers-en-Brie und im Westen an Cerneux.
In Sancy-lès-Provins kreuzen sich die Route nationale 4 und die vormalige RN 304.

## Bevölkerungsentwicklung
| Jahr      | 1962 | 1968 | 1975 | 1982 | 1990 | 1999 | 2006 | 2011 | 2014 |
| --------- | ---- | ---- | ---- | ---- | ---- | ---- | ---- | ---- | ---- |
| Einwohner | 276  | 204  | 168  | 179  | 180  | 269  | 311  | 340  | 336  |

## Sehenswürdigkeiten
- Kirche Saint-Pierre (siehe auch: Liste der Monuments historiques in Sancy-lès-Provins)

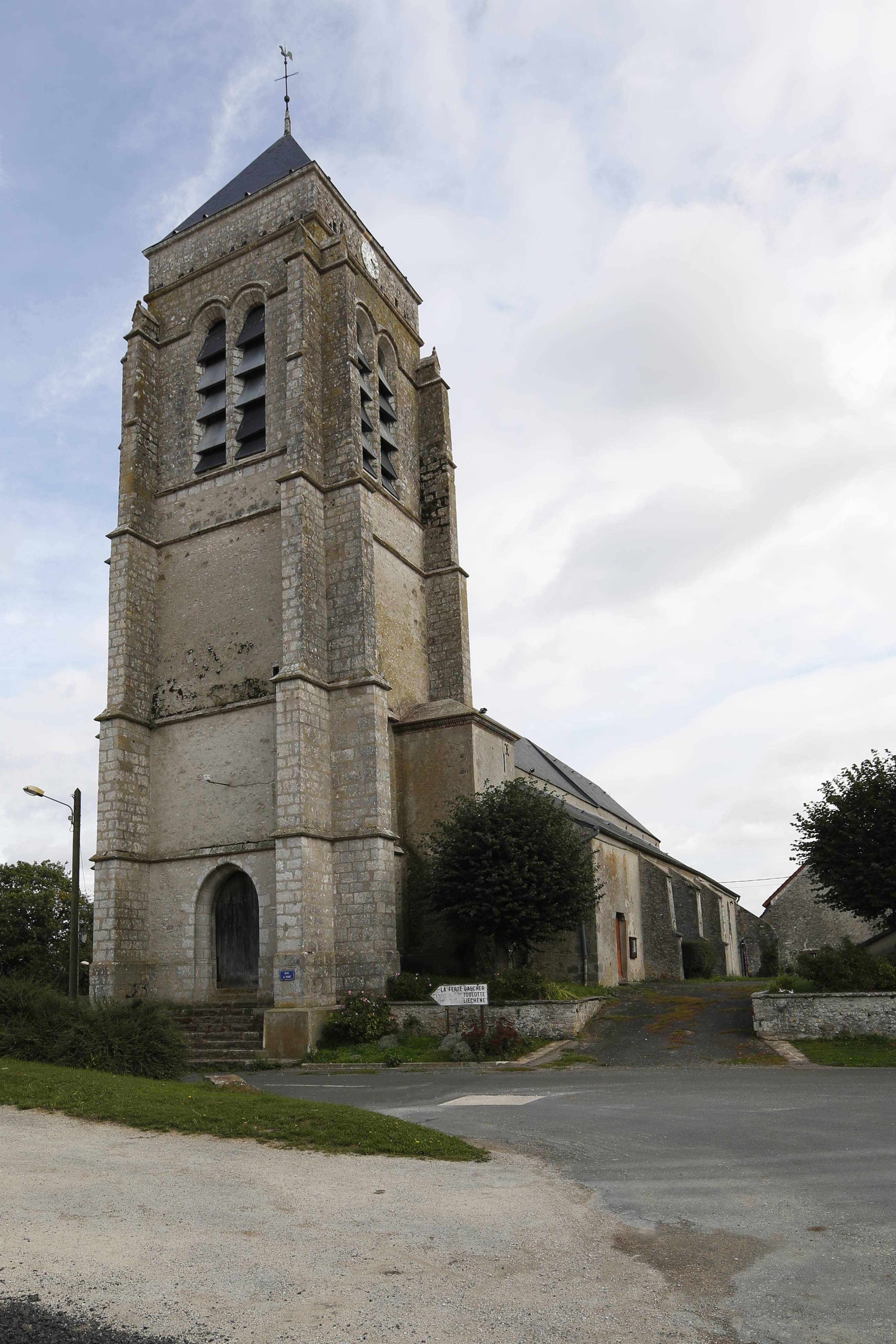
Kirche Saint-Pierre